# Hradiště Šance (Hostivař)
Hradiště Šance (též nazývané hradiště Hostivař) se nacházelo na ostrohu na pravé straně potoka Botiče, mezi pozdějšími vesnicemi a dnešními městskými čtvrtěmi Petrovice a Hostivař v jihovýchodní části Prahy, na území Hostivaře. Na jižní straně ostrohu byla postavena Hostivařská přehrada. Soudě dle vykopávek, které se zde našly, bylo území osídleno již ve starší době železné, a to v mladší době halštatské, tedy v 6. až 5. století před naším letopočtem, a je jediným známým hradištěm ze starší doby železné na území Prahy. K jeho zániku pravděpodobně došlo velkým požárem, čemuž nasvědčují spečené valy, jež se zde našly. Později bylo osídleno také v raném středověku, od 8. do poloviny 10. století. Místo je vyhlášeno kulturní památkou České republiky a je archeologickou památkou první kategorie.

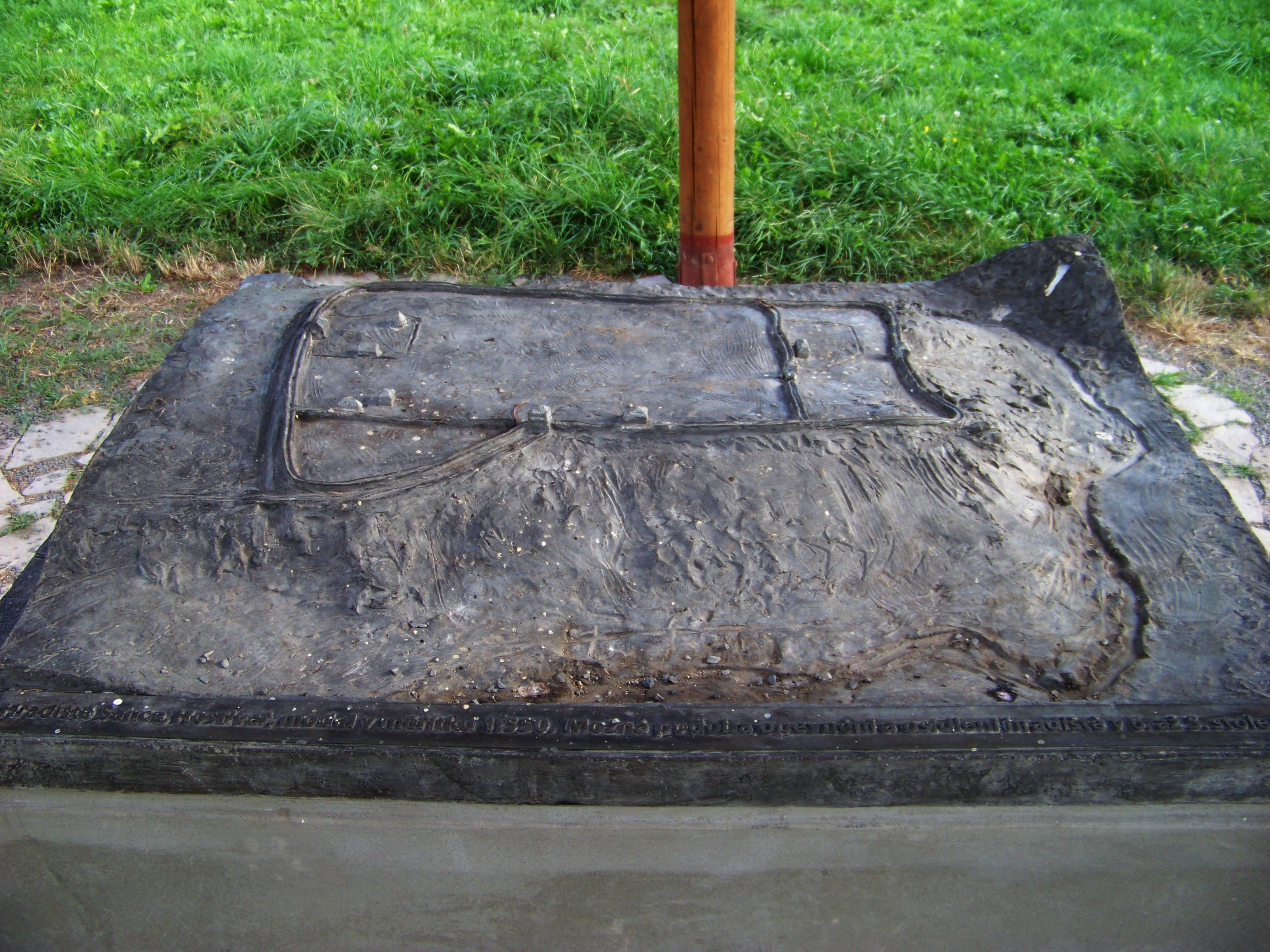
Model hradiště

Lokalita je upravena na lesopark, na pláni hradiště je rozsáhlá louka. Existují plány na výstavbu rozhledny spolu se sítí bruslařských stezek.
Z údolí Botiče sem vede odbočka naučné stezky Povodím Botiče, zřízené roku 1980 a obnovené v roce 2008. Od dubna 2010 zde má zastavení též Stezka historií Hostivaře, v jejímž rámci zde byl umístěn přístřešek s modelem hradiště. 